# 어쩔수가없다
"어쩔수가없다"(영어: No Other Choice)는 2025년 개봉 예정인 대한민국의 스릴러 영화로, 박찬욱이 감독과 공동각본을 맡았다. 제82회(2025년) 베네치아 영화제 황금사자상 경쟁후보작이다.